# Петер, Биргит
Биргит Петер (нем. Birgit Peter; род. 27 января 1964, Потсдам), в замужестве Хендль (нем. Händle) — немецкая гребчиха, выступавшая за сборные ГДР и объединённой Германии по академической гребле в период 1985—1993 годов. Двукратная олимпийская чемпионка, четырёхкратная чемпионка мира, победительница многих регат национального и международного значения.

## Биография
Биргит Петер родилась 27 января 1964 года в городе Потсдам, ГДР. Проходила подготовку в местном спортивном клубе «Динамо», позже тренировалась в гребном клубе «Викинг» в Карлсруэ.
Впервые заявила о себе в гребле в 1981 году, выиграв серебряную медаль в парных двойках на юниорском чемпионате мира в Болгарии. Год спустя на аналогичных соревнованиях в Италии одержала победу в парных рулевых четвёрках.
Первого серьёзного успеха на взрослом международном уровне добилась в сезоне 1985 года, когда вошла в основной состав восточногерманской национальной сборной и побывала на чемпионате мира в Хазевинкеле, откуда привезла награду золотого достоинства, выигранную в зачёте парных четвёрок.
В 1986 году на мировом первенстве в Ноттингеме вновь была лучшей в парных четвёрках.
На чемпионате мира 1987 года в Копенгагене в третий раз подряд стала чемпионкой в той же дисциплине.
Благодаря череде удачных выступлений удостоилась права защищать честь страны на летних Олимпийских играх 1988 года в Сеуле — в женских двойках вместе с напарницей Мартиной Шрётер пришла к финишу первой и завоевала тем самым золотую олимпийскую медаль. Эта олимпийская медаль стала юбилейной 500-й в истории олимпийского движения ГДР. За это выдающееся достижение по итогам сезона была награждена орденом «За заслуги перед Отечеством» в золоте.
С 1989 года выступала преимущественно в одиночках, в частности в этом сезоне выиграла серебряную медаль на чемпионате мира в Бледе, уступив в решающем заезде румынке Элисабете Липэ.
На мировом первенстве 1990 года в Тасмании обошла всех соперниц в одиночках, став таким образом четырёхкратной чемпионкой мира по академической гребле.
Когда в 1991 году воссоединились ГДР и ФРГ, Петер вошла в состав национальной сборной объединённой Германии и успешно выступила в Кубке мира, в частности стала серебряной призёркой на этапах в Сан-Диего и Люцерне.
Находясь в числе лидеров немецкой сборной, благополучно прошла отбор на Олимпийские игры 1992 года в Барселоне — в составе экипажа, куда также вошли гребчихи Зибилль Шмидт, Керстин Мюллер и Кристина Мундт, одержала победу в зачёте женских парных четвёрок.
После барселонской Олимпиады Биргит Петер ещё в течение некоторого времени оставалась в составе гребной команды Германии и продолжала принимать участие в крупнейших международных регатах. Так, в 1993 году она добавила в послужной список бронзовую награду, полученную в одиночках на домашнем этапе Кубка мира в Дуйсбурге.
Замужем за известным немецким гребцом Кристианом Хендлем.